# Ulrike Hotz

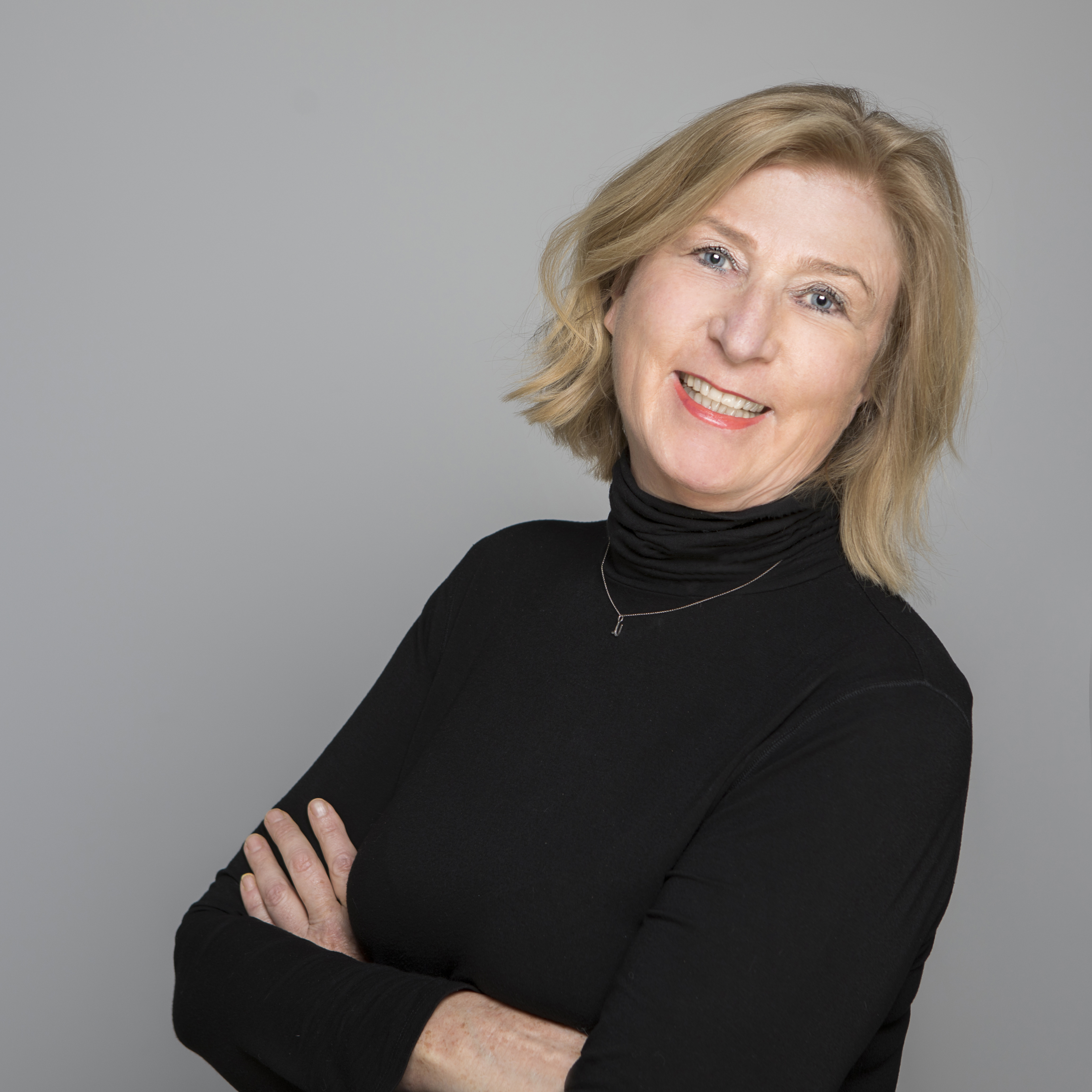
Ulrike Hotz

Ulrike Hotz (* 1958) ist eine deutsche Kommunalpolitikerin (parteilos). Sie war von 2005 bis 2021 Erste Bürgermeisterin in Reutlingen.

## Leben

### Beruflicher Werdegang
Ulrike Hotz ist Stadtplanerin und Architektin, sie studierte in Wien und Stuttgart und schloss 1986 ihr Studium als Diplomingenieurin ab. Nach ihrer Tätigkeit als Projektleiterin im Stadtbauatelier (Professor Michael Trieb) leitete sie von 1989 bis 1995 das Stadtplanungs- und Hochbauamt der Großen Kreisstadt Horb am Neckar. Im Juli 1995 wurde sie zur Baubürgermeisterin der Großen Kreisstadt Böblingen und im Frühjahr 2000 zur Baubürgermeisterin der ehemaligen Freien Reichsstadt Reutlingen gewählt. Fünf Jahre später wählte der Gemeinderat sie als Nachfolgerin von Thomas Reumann zur Ersten Bürgermeisterin. 2013 wurde sie im Amt bestätigt.
In der Amtszeit von Hotz wurden Kinderbetreuungseinrichtungen, Schulen und die Stadthalle Reutlingen neu errichtet und im Rahmen der Stadtentwicklung Teile der Altstadt neu gestaltet. Am 19. Juli 2021 endete ihre Amtszeit; ihr folgte Robert Hahn nach. Sie wurde mit der Goldenen Bürgermedaille der Stadt Reutlingen ausgezeichnet.

### Privates
Ulrike Hotz lebt in Reutlingen und hat einen Sohn.

## Funktionen und Mitgliedschaften
- Mitglied  im Kuratorium des Bundesverbands für Wohnen und Stadtentwicklung e.V.
- Mitglied im Kuratorium der Denkmalstiftung Baden-Württemberg
- Mitglied im Förderverein der Bundesstiftung Baukultur
- Mitglied in der Architektenkammer Baden-Württemberg
- Mitglied in der Jury Deutscher Bauherrenpreis

## Veröffentlichungen
- Hotz, Ulrike und Grohe, Gerd: Das VGV-Verfahren mit Planungswettbewerb als Chance für die Stadt- und Baukultur – hinter jedem Verfahren steht eine Haltung in vhw – Bundesverband Wohnen und Stadtentwicklung, Heft 4/2021
- Hotz, Ulrike: Die älteste Häuserzeile in Reutlingen: Ein Wettbewerb löst den gordischen Knoten in wa-Wettbewerbe aktuell 5/2021
- Hotz, Ulrike: Stadtentwicklung in Kooperation mit Privaten – Nachhaltige Flächenentwicklung in Reutlingen. In: Spannowksy, Willy; Gohde, Christian: Nachfrageorientierte städtebauliche Planung, Lexxion Verlag, Berlin, 2020, S. 45–65.
- Hotz, Ulrike: Interdisziplinäre Planungswettbewerbe – Chancen für öffentliche Auftraggeber. In: Kammer-Spiegel Nr. 11, Offizielles Kammerorgan und Amtsblatt der Ingenieurkammer-Bau Nordrhein-Westfalen, 27. Jahrgang, 19. November 2020.